# Banat
Koordinaten: 45° 30′ 0″ N, 21° 22′ 30″ O
Das Banat (deutsch [baˈnaːt], serbokroatisch [ˌbanaːt], rumänisch [baˈnat], serbisch-kyrillisch Банат, ungarisch Bánság [ˈbaːnʃaːɡ]) ist eine historische Region in Südosteuropa, die heute in den Staaten Rumänien, Serbien und Ungarn liegt. Der Begriff Banat leitet sich vom Herrschaftsbereich eines Ban (serbisch/kroatisch/ungarisch für Graf/Markgraf) ab.

## Geographie

Moderne Karte der historischen Region Banat

Das Banat liegt am Südostrand der ungarischen Tiefebene und ist von den Flüssen Theiß im Westen, Donau im Süden und (größtenteils) Marosch im Norden sowie von den Südkarpaten im Osten begrenzt. Im Nordosten – rechts der Marosch – schließt sich das Arader Gebiet an, welches teilweise zumindest kulturgeographisch auch dem Banat zugeordnet werden kann.
Im Osten der Region liegt das Banater Bergland, das reich an Steinkohle und Eisenerz ist. Im Westen finden sich fruchtbare Ebenen.
Infolge des Vertrags von Trianon wurde das Banat zwischen Rumänien (zwei Drittel), Serbien (knapp ein Drittel) und Ungarn (ein kleiner Zipfel im Nordwesten) aufgeteilt. So trugen oder tragen einige neue Verwaltungsbezirke noch den Namen der Region. Flächenmäßig hatte das historische Banat mit 28.523 km² etwa die Größe Belgiens.
Das rumänische Banat besteht im Westen aus einem Teil des Pannonischen Flachlandes („die Heide“), im nordöstlichen Teil aus Hügelland („die Hecke“) und im Südosten aus den Karpaten (Banater Gebirge sowie dem Poiana-Ruscă- und Retezat-Gebirge). Der serbische Teil besteht (bis auf das Mittelgebirge Vršačke Planine) fast nur aus Flachland. Wirtschaftliches und kulturelles Zentrum ist die Großstadt Timișoara (deutsch Temeswar, auch Temeschwar, veraltet Temeschburg; ungarisch Temesvár).

## Administrative Unterteilung des Banats

### In Rumänien
- Kreis Timiș
- Kreis Caraș-Severin, außer Ortschaften Bucova, Cornișoru, Băuțar und Preveciori
- Kreis Arad, östlicher Teil und südlich der Marosch liegender Teil
- Kreis Mehedinți, westlicher Teil mit Ortschaften Baia Nouă, Dubova, Eibenthal, Orschowa und Svinița
- Kreis Hunedoara, nur die Ortschaften Pojoga und Sălciva[1]

### In Serbien
- Vojvodina
  - Severni Banat (Nordbanat) (außer den Gemeinden Ada, Senta und Kanjiza, die westlich der Theiß in der historischen Region Batschka liegen)
  - Srednji Banat (Mittelbanat)
  - Južni Banat (Südbanat)
  - Teil der Region Belgrad östlich der Donau und Theiß (Gemeinde Palilula).

### In Ungarn
- Komitat Csongrád-Csanád (nur ein kleiner Teil südlich der Marosch und östlich der Theiß)

In Rumänien liegenden Teile des Banats (dunkelorange) heute
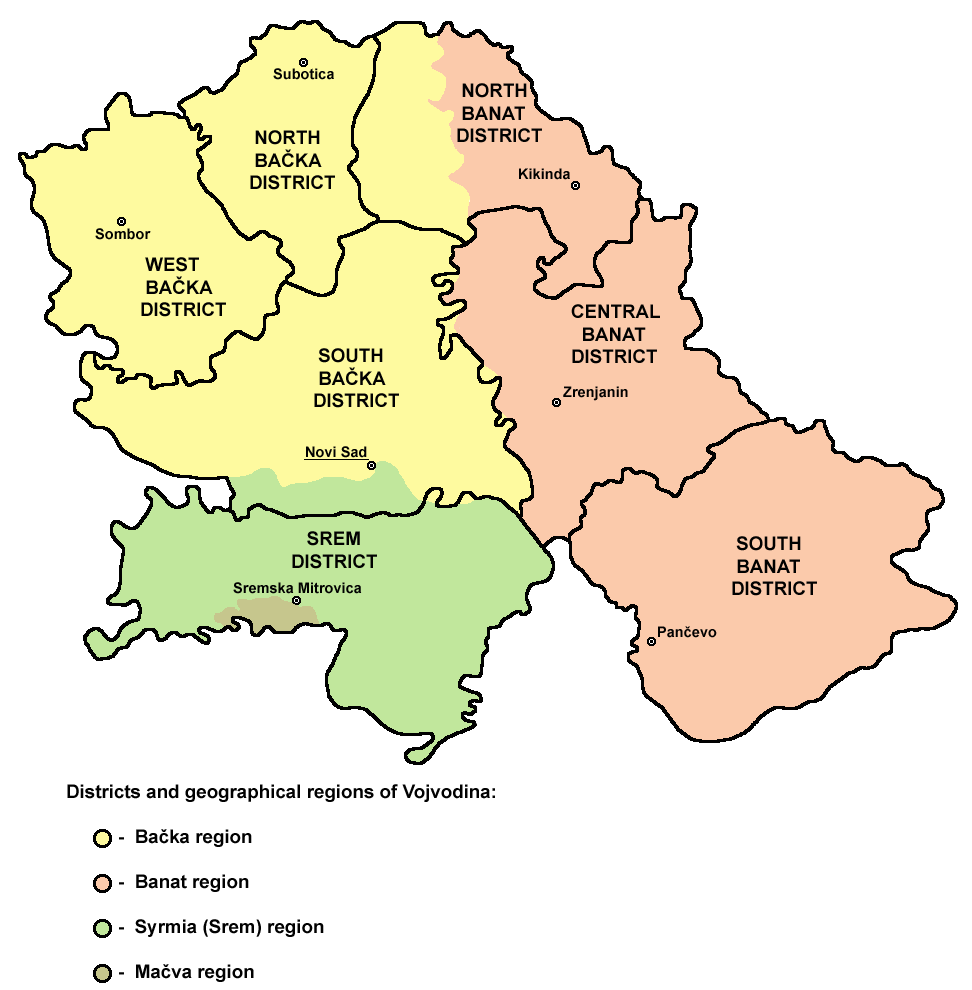
Im Banat liegende Bezirke der Vojvodina (Serbien)
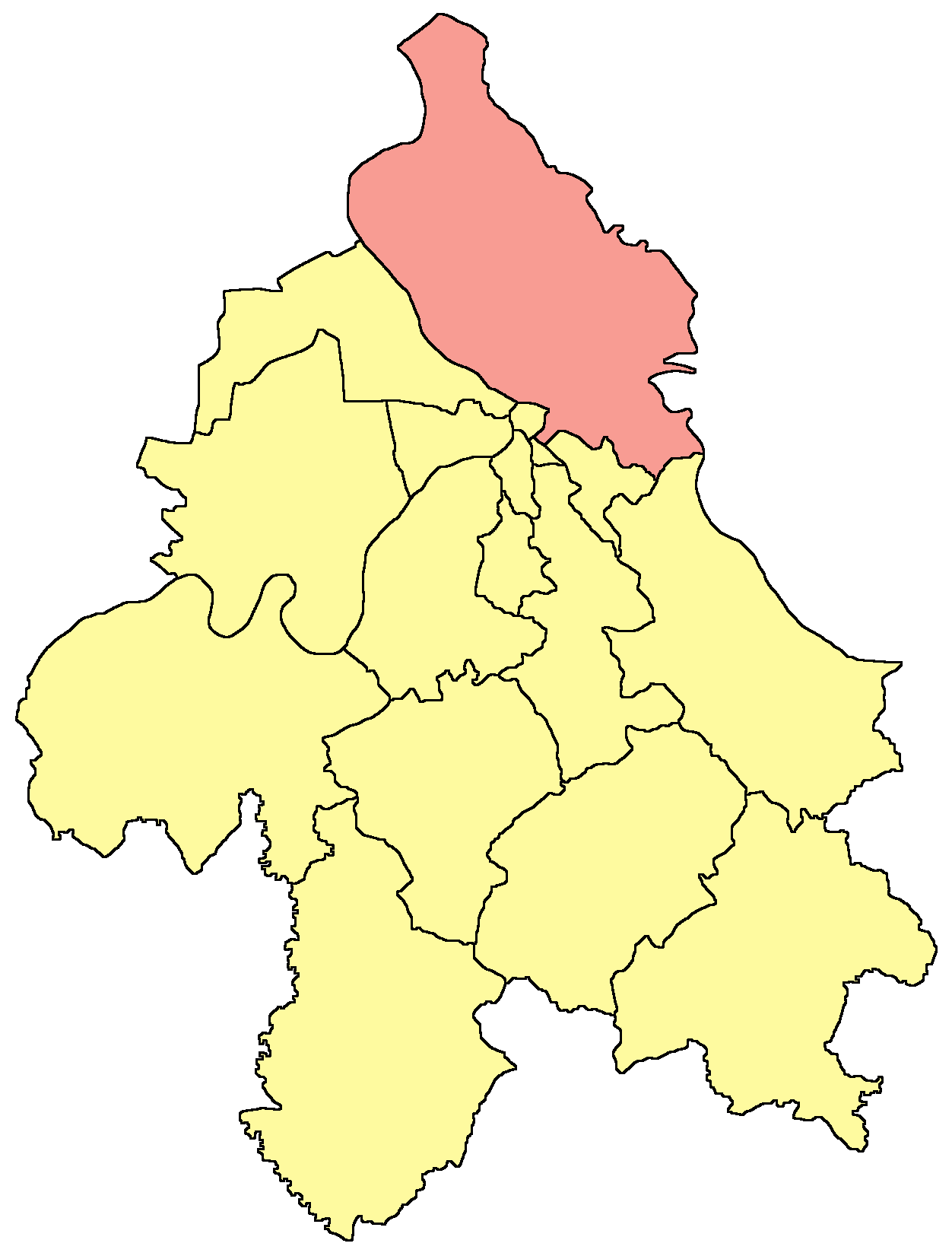
Die Gemeinde Palilula im Belgrader Ballungsraum (Zentralserbien) ist auch Teil des Banats

### Städte und größere Gemeinden im Banat
Rumänien
Timișoara (deutsch Temeswar), Reșița (deutsch Reschitz), Lugoj (deutsch Lugosch), Jimbolia (deutsch Hatzfeld), Sânnicolau Mare (deutsch Groß-Sankt-Nikolaus), Periam (deutsch Perjamosch), Anina (deutsch Steierdorf), Oravița (deutsch Orawitza), Orșova (deutsch Orschowa), Caransebeș (deutsch Karansebesch), Lipova (deutsch/ungarisch Lippa), Buziaș (deutsch Busiasch), Făget (deutsch Fatschet) Deta (deutsch/ungarisch Detta), Gătaia (deutsch Gataja), Recaș (deutsch Rekasch), Ciacova (deutsch Tschakowa), Bocșa (deutsch Bokschan), Moldova Nouă (deutsch Neumoldowa), Oțelu Roșu (deutsch Ferdinandsberg), Băile Herculane (deutsch Herkulesbad), Biled (deutsch Billed), Giarmata (deutsch Jahrmarkt), Sântana (deutsch Sanktanna).
Serbien
Zrenjanin (deutsch Groß-Betschkerek), Pančevo (deutsch Pantschowa), Kikinda (deutsch Großkikinda), Vršac (deutsch Werschetz), Bela Crkva (deutsch Weißkirchen).
Andere Städte
Einige Städte, die historisch nicht Teil des Banats sind, erweiterten sich im Laufe des 20. Jahrhunderts in diese Region hinein, so dass heute einige Stadtteile im historischen Banat liegen: Arad (Aradu Nou, deutsch Neuarad), Belgrad (Palilula) und Szeged (deutsch Szegedin) (Újszeged).

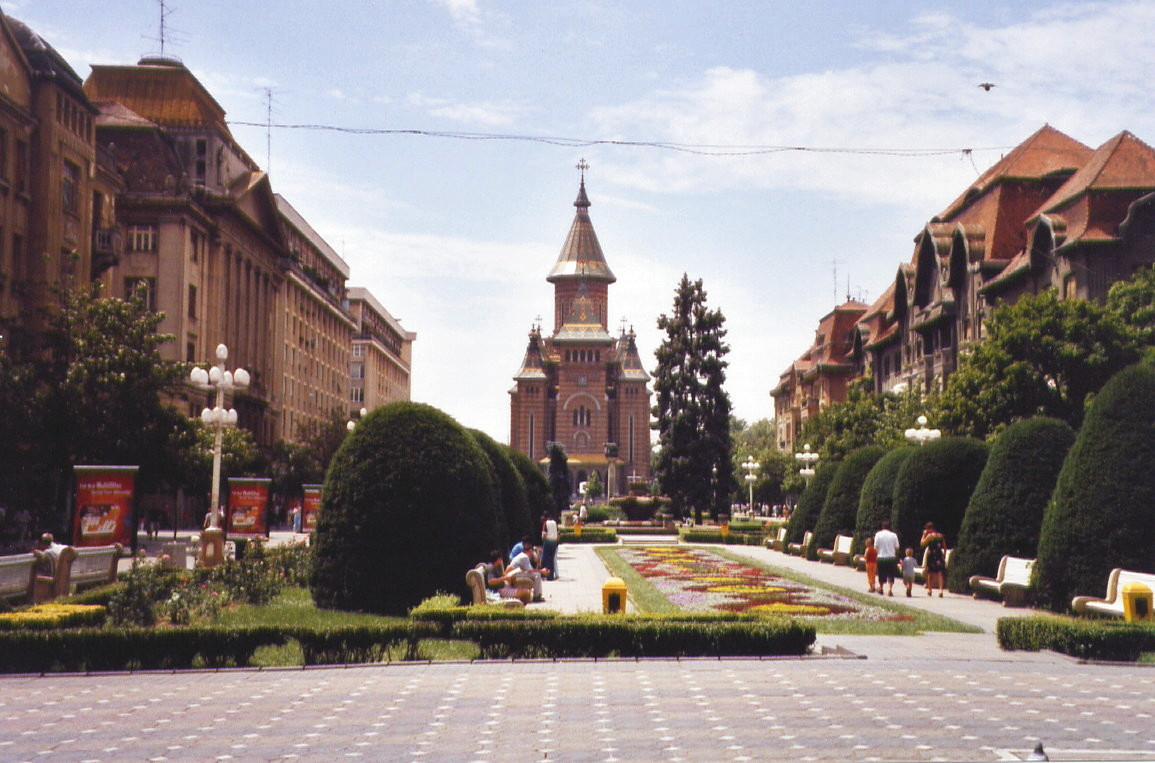
Rumänisch-orthodoxe Kathedrale der Heiligen drei Hierarchen
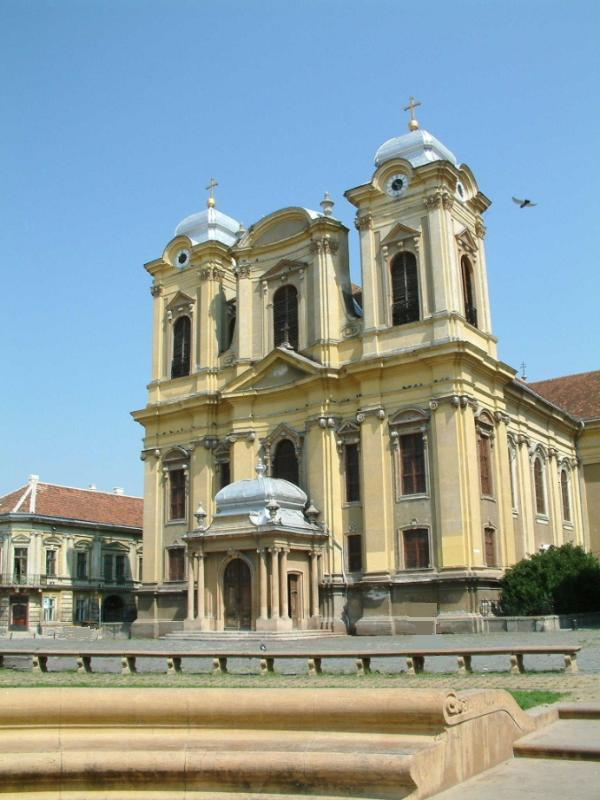
Dom zu Timișoara, die römisch-katholische Kathedrale des Bistums Timișoara
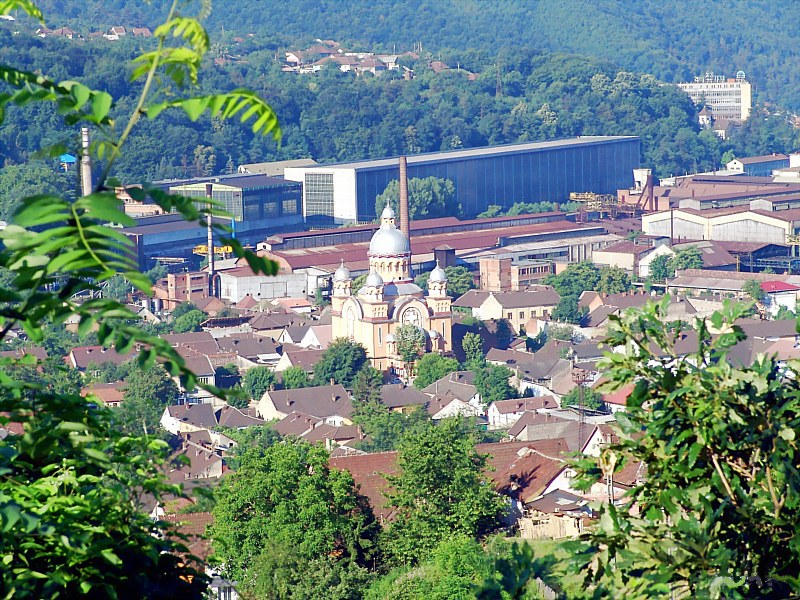
Reșița, Innenstadt
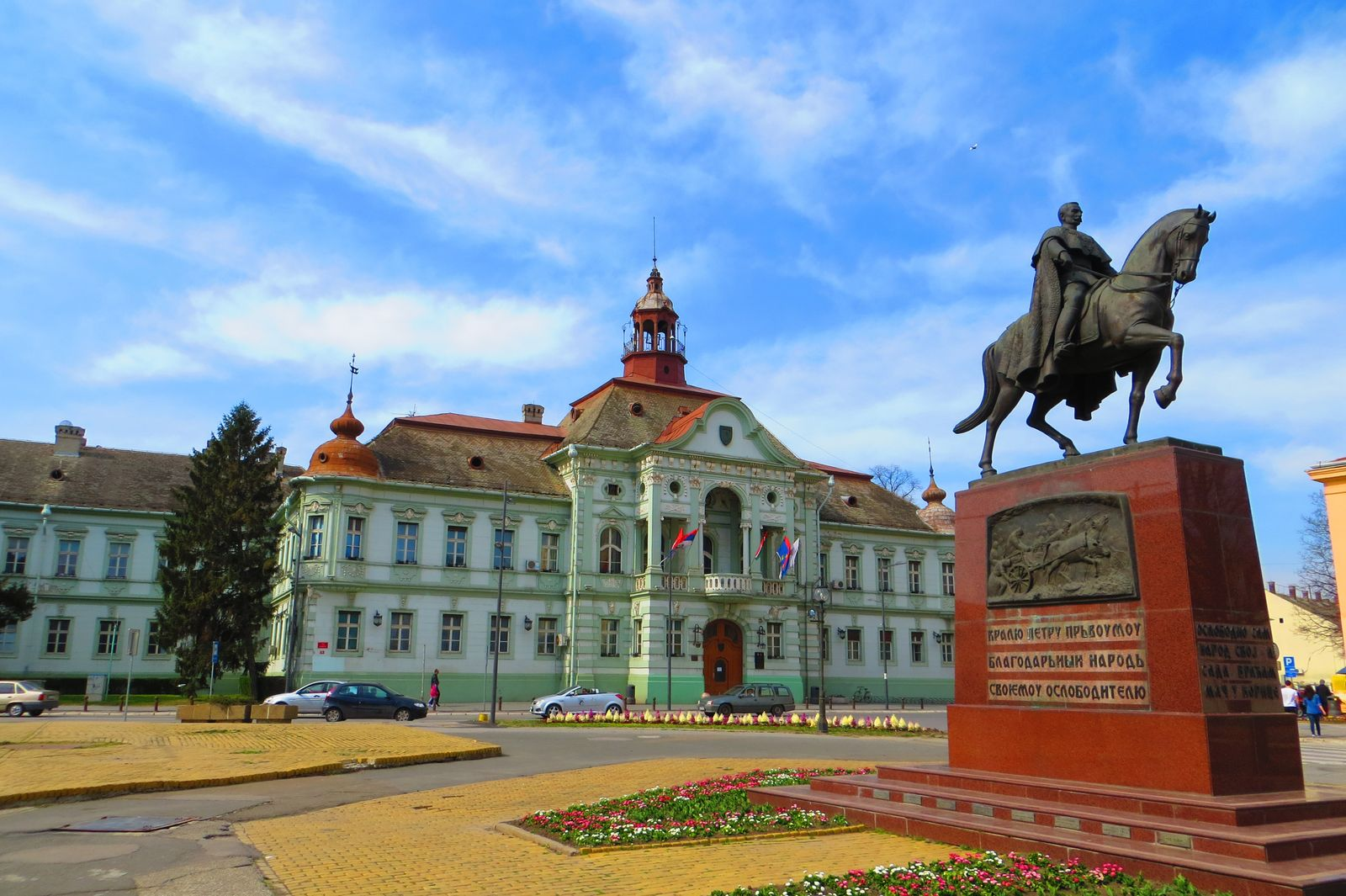
Rathaus von Zrenjanin mit dem Denkmal von König Peter I.

## Geschichte

### Herkunft des Namens
Die Herkunft des Wortes ist umstritten. Nach dem Historiker Rudolf Spek versteht man unter Banat (ung. Bánság) im Ungarn des Mittelalters bestimmte Grenzmarken im Süden des Landes, die unter der Verwaltung eines Banus standen, der ähnliche Aufgaben wie die deutschen Markgrafen zu erfüllen hatte. Die Bezeichnung Banus ist kroatischen Ursprungs und geht auf das 12. Jahrhundert zurück. Die übrigen Banate wie das Bosnische, Matschoer oder Severiner Banat gingen mit der Besetzung Ungarns durch die Türken unter. Nach dem jugoslawischen Romanisten Petar Skok leitet sich Banat vom awarischen Fürstentitel Ban ab. Andere Historiker leiten das Wort vom türkischen bajan (Reich, Herrschaft) ab. Gemäß Anton Scherer nannten die Protobulgaren ihre Statthalter Ban; anderen Quellen zufolge nannte sich die bulgarische Aristokratie Boil, woraus sich später das slawische Boljar entwickelte.
Was unter dem Namen (Temescher) Banat verstanden wird, ist niemals ein Banat im eigentlichen Sinne des Wortes gewesen und wurde erst nach dem Frieden von Passarowitz 1718 als Banatus Temesvariensis kurzweg als Banat bezeichnet, während der Friede von Karlowitz 1699 dieses Gebiet noch als Provincia Temesvariensis umschreibt.

### Ursprünge

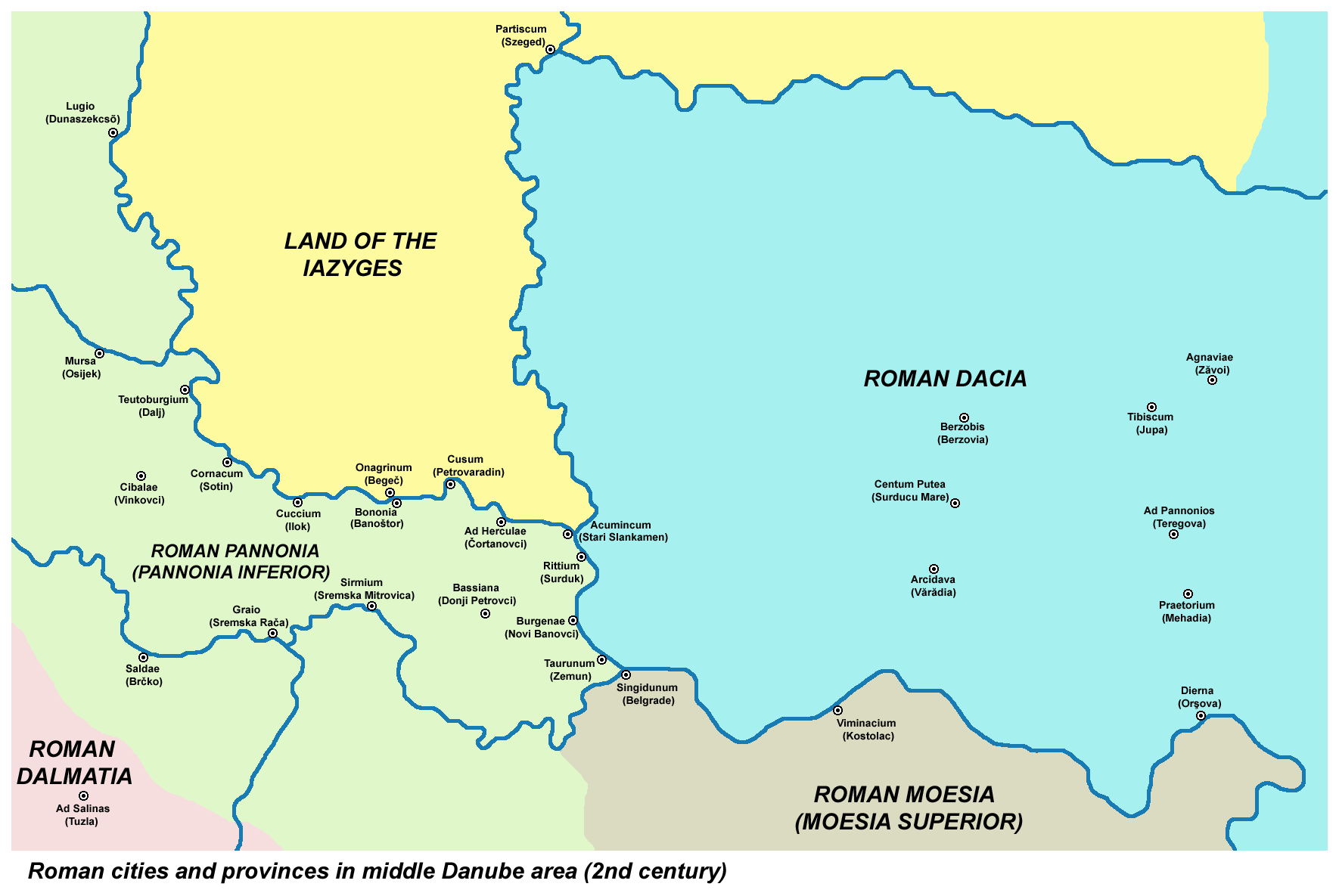
Das Banat im 2. Jahrhundert

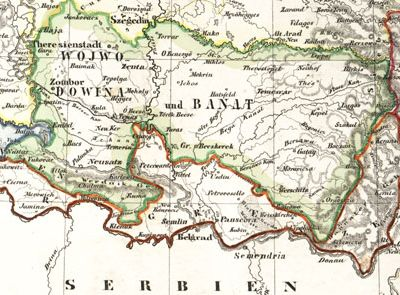
Das Kronland Woiwodschaft Serbien und Temescher Banat (südlich die Banater Militärgrenze), 19. Jahrhundert

In der Antike war das Banat Teil des Königreichs Dakien und seit Beginn des 2. Jahrhunderts Teil der römischen Provinz Dacia. Im Süden und Osten entstanden zahlreiche römische Festungen und Städte. Die ortsansässigen Daker wurden vermutlich romanisiert (siehe auch: Dako-romanische Kontinuitätstheorie). Nach dem Rückzug der Römer aus dem Karpatenbogen im Jahr 271 wurde das Banat zu einem der Durchgangsgebiete der Steppennomaden, die in der pannonischen Tiefebene verschiedene aufeinanderfolgende Reiche errichteten, so etwa die Hunnen in der ersten Hälfte des 5. Jahrhunderts. Zeitweise bestanden hier auch Reiche und Siedlungsgebiete der Ostgoten und anderer germanischer Stämme.
Ab 553 herrschten die Awaren für zwei Jahrhunderte über Teile des Banats. Während dieser Zeit siedelten sich auch Slawen in diesem Gebiet an. 790 vertrieb Karl der Große die Awaren, wonach die Petschenegen ins Banat zogen. Auch Kumanen, Bulgaren und Walachen waren hier ansässig.
Ob die Region im 9. Jahrhundert Teil des Bulgarischen Reiches war, ist umstritten.
Nach dem Sieg über den walachischen Herrscher Achtum um die Jahrtausendwende wurde das Gebiet vom ersten ungarischen König Stephan I. ins Königreich Ungarn aufgenommen. 1241 fielen aus dem Norden die Mongolen ein und verwüsteten das Banat. Nach ihrer Vertreibung rief der ungarische König Bela IV. deutsche Siedler in das entvölkerte Land.
Die Errichtung von Banaten war im 13. Jahrhundert ein zentrales Mittel des Königreichs Ungarn als Puffer für seine Südflanke in den einst zwischen Byzanz und den Ländern der Stephanskrone gelegenen Gebieten. Die Bane waren unmittelbar dem ungarischen König unterstellt. Banate bestanden im bosnischen Usora, Tuzla, Macva bis zum Banat von Severin in der westlichen Walachei.
1338 zogen dichte Schwärme von Wanderheuschrecken über das Land und vernichteten die Vegetation in der Region, so dass im darauffolgenden Jahr eine Hungersnot ausbrach. Danach folgte ein Erdbeben, und 1340 brach die Pest aus, was zahlreiche Opfer forderte.
Da das Osmanische Reich immer mehr das christliche Europa bedrohte, ernannte König Władysław III. (Polen und Ungarn) 1441 Johann Hunyadi zum Temescher Comes und Kapitän von Belgrad, welcher 1443 die Osmanen bis nach Sofia zurückschlug. Im gleichen Jahr wurde das Banat erneut von einem verheerenden Erdbeben erschüttert.
Nach dem Sieg über Ungarn in der ersten Schlacht bei Mohács (1526) eroberten die Osmanen 1552 das damalige Temesvár. Das Banat wurde im gleichen Jahr als Eyâlet von Temesvár ins Osmanische Reich eingegliedert. Seit dem 16. Jahrhundert war das Banat hauptsächlich von Raizen (Serben) und Walachen bevölkert, die sich 1594 gegen die osmanische Herrschaft erhoben. Mit der Einnahme der Festung Temesvár durch Eugen von Savoyen 1716 endete die türkische Oberhoheit über das Banat. Das Banat wurde 1718 (Friede von Passarowitz) – fast zwanzig Jahre später als Ungarn – österreichisch und bekam den Namen Temescher Banat.
Zwischen 1686 und 1848 wurde das Banat mit weiten Teilen der Pannonischen Tiefebene und anliegenden Gebieten Ziel von Siedlungszügen, darunter mehrere Schwabenzüge, die von der Habsburgermonarchie organisiert und durchgeführt wurden. Als Gouverneur von Temesvár leitete Claudius Florimund Mercy ab 1720 die Besiedelung und Kultivierung der südungarischen Gebiete einschließlich des Temescher Banats und führte den Bau des Bega-Kanals durch.
Die von einem Infanteriebataillon während des Türkenkrieges 1736–1739 in die Festung Temeswar aus dem Osten eingeschleppte Pest verbreitete sich 1738/1739 schnell im ganzen Banat und hinterließ Tausende von Toten.
1849 bis 1860 war ein Großteil des Banats Teil eines eigenen Kronlandes, der Woiwodschaft Serbien und Temescher Banat, das vom Königreich Ungarn abgespalten worden war. 1867 wurde es infolge des Österreichisch-Ungarischen Ausgleichs wieder ins Königreich Ungarn integriert. Es wurden die Komitate Torontál (heute hauptsächlich in Serbien) mit Sitz in Großbetschkerek, Temes (entspricht ungefähr dem heutigen rumänischen Kreis Timiș) mit Sitz in Temeswar und Krassó-Szörény (entspricht dem heutigen Kreis Caraș-Severin) mit Sitz in Lugosch gebildet.

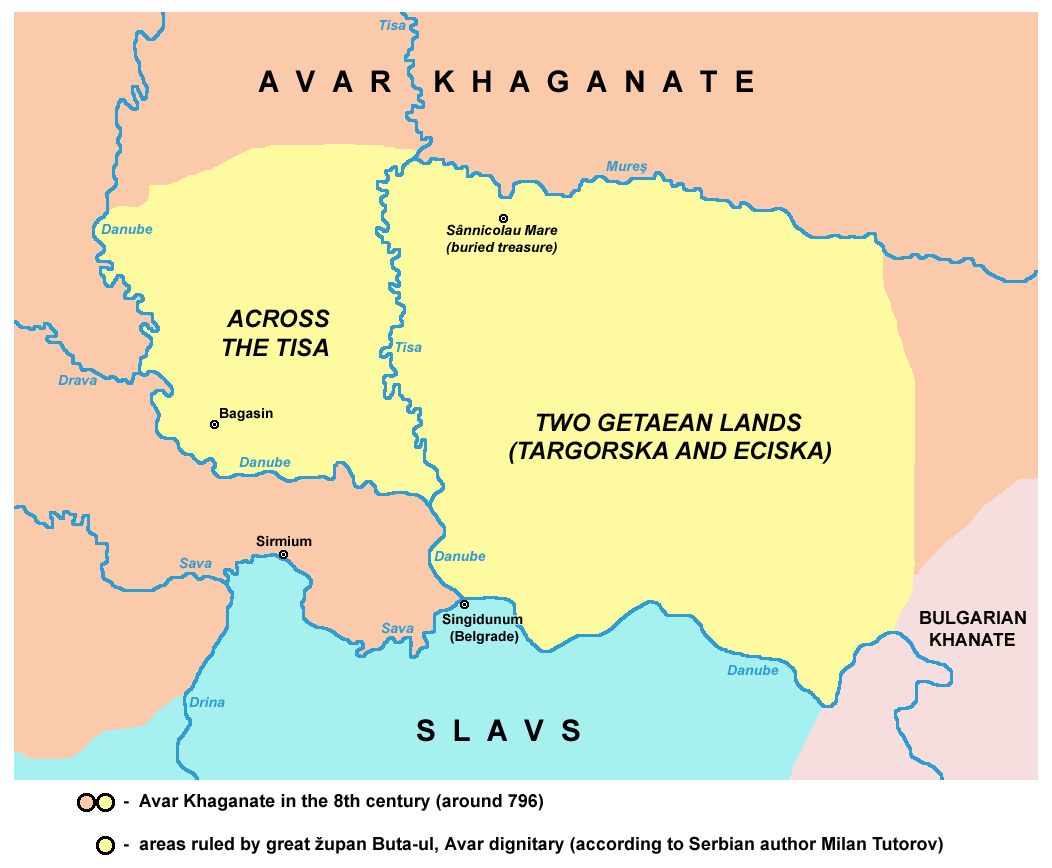
Das Banat im 8. Jahrhundert
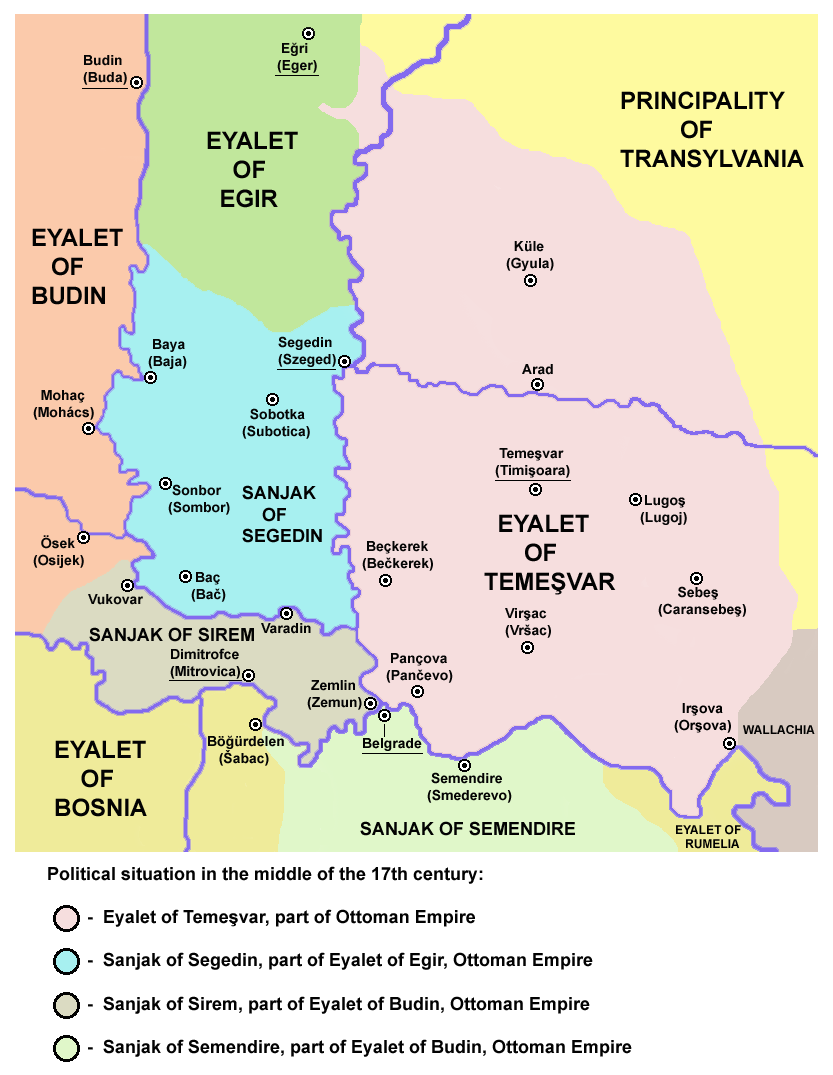
Das Banat Mitte des 17. Jahrhunderts
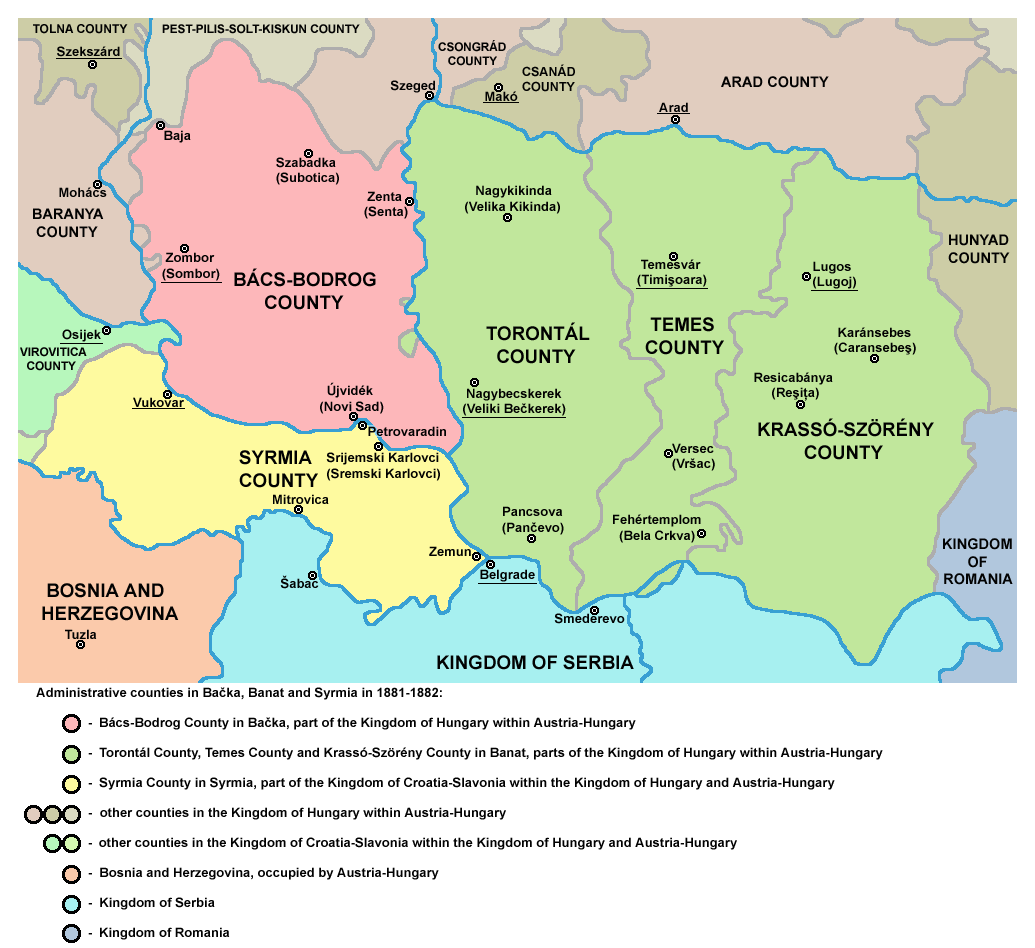
Grenzen der Komitate Anfang der 1880er Jahre

### Erster Weltkrieg

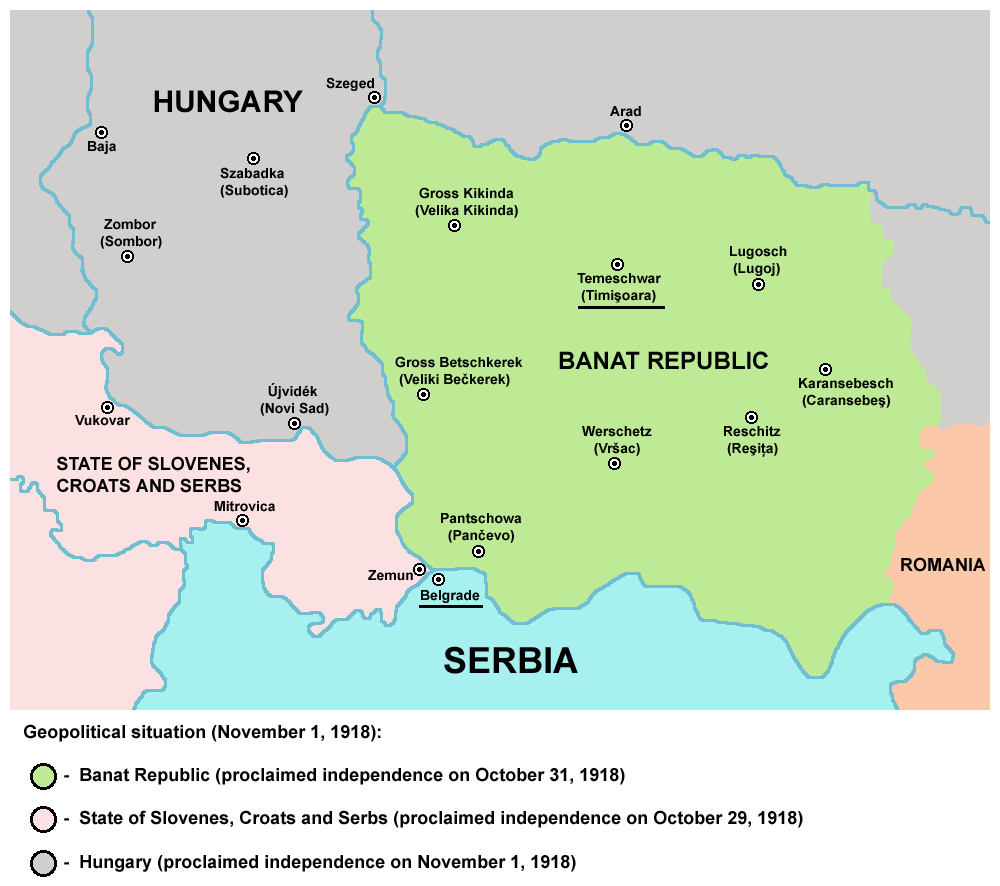
Die Banater Republik, 1918

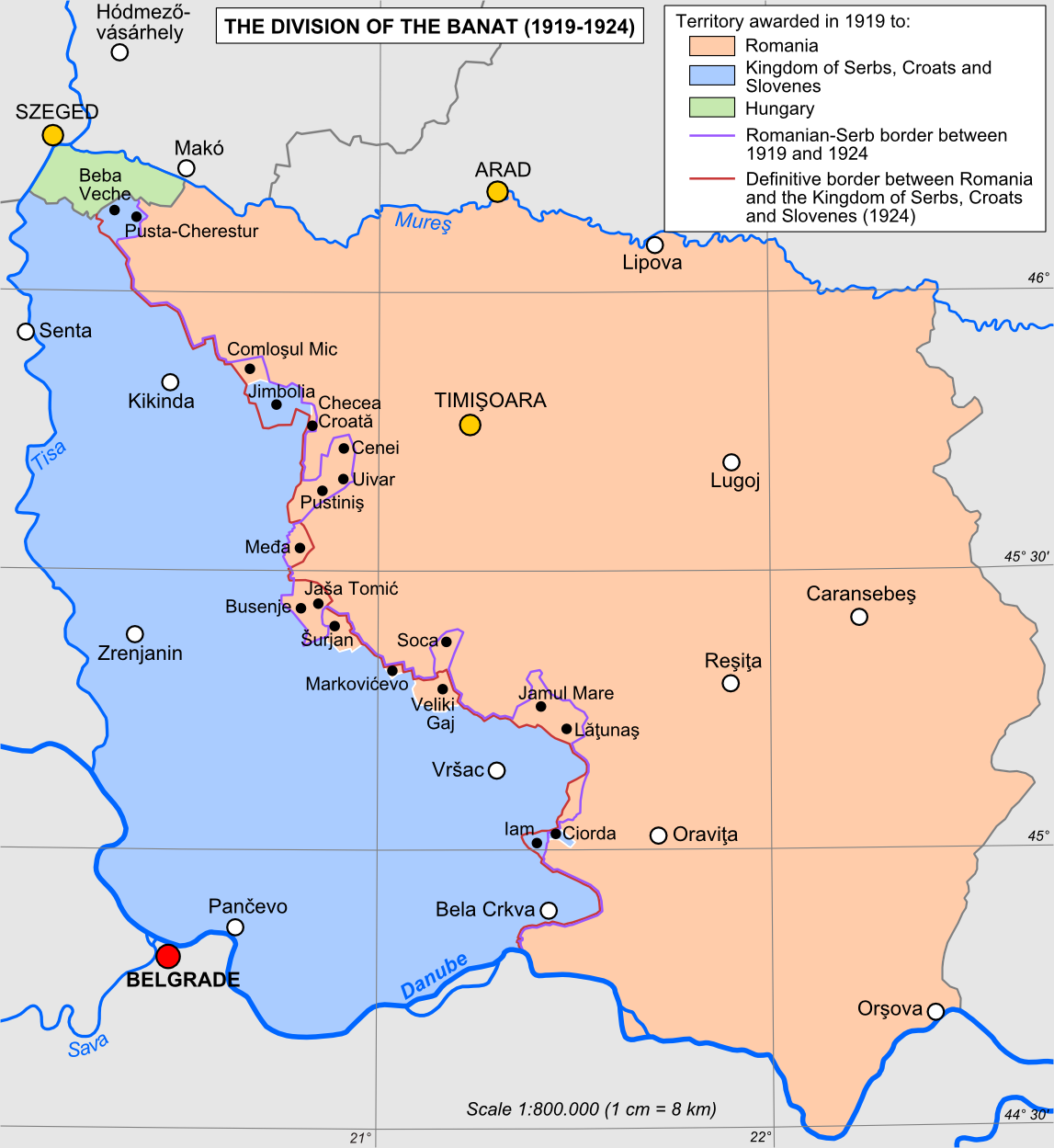
Dreiteilung des Banats, 1919–1923

Stempelmarken der deutschen Zivil-Verwaltung im serbischen Banat 1941

Während des sich abzeichnenden Zusammenbruchs der Donaumonarchie im Ersten Weltkrieg erhoben Magyaren, Kroaten, Rumänen und Serben Anspruch auf das Banat. Die Deutschen beschränkten sich auf Zugeständnisse zur völligen Gleichberechtigung mit den anderen Nationen, sollten später jedoch das Zünglein an der Waage spielen. Magyaren und Kroaten beriefen sich auf historische Rechte in Anlehnung an die alten Grenzen des Stephan- bzw. Tomislavreiches. Rumänen sowie Serben beriefen sich auf ihre dort bereits lebenden Volkszugehörigen oder einfach auf das Recht der Sieger. Rumänien war zuvor im Bündnisvertrag mit der Entente vom 17. August 1916 als Preis für den Kriegseintritt unter anderem das gesamte ungeteilte Banat zugesprochen worden.

### Zwischenkriegszeit
Zwischen dem 1. und dem 15. November 1918 bestand die Banater Republik. Die Banater Republik (rumänisch Republica bănățeană, serbisch Banatska republika, Банатска република, ungarisch Bánáti köztársaság) wurde am 1. November 1918 in Temeswar ausgerufen. Sie galt als Versuch, nach dem Zusammenbruch Österreich-Ungarns das multiethnische Banat vor der Teilung zwischen Ungarn, Serbien und Rumänien zu bewahren.
Um die Entscheidung der Friedenskonferenz vorwegzunehmen und ihren territorialen Anspruch geltend zu machen, besetzten serbische Truppen am 19. November 1918 Temeswar und große Teile des Banats. Von Seiten Rumäniens wurde beim Obersten Rat in Paris schärfster Protest und Androhung eines Krieges angemeldet mit dem Ergebnis, dass die serbischen Truppen das Banat wieder verlassen mussten und vorübergehend durch französische Soldaten ersetzt wurden. Am 3. August 1919, nur einige Tage nach dem Rückzug der serbischen und französischen Truppen aus dem Banat, marschierten die rumänischen Truppen, angeführt von Oberst Virgil Economu, in Temeswar ein.
Die Zerschlagung Ungarns und die daraus resultierende Teilung des Banats wurden im Vertrag von Trianon vom 4. Juni 1920 beschlossen. Der rumänische Vertreter Ion I. C. Brătianu pochte auf Erfüllung des Bündnisvertrages und darauf gestützt die Überlassung des gesamten Banats an Rumänien, konnte sich jedoch gegen den französischen Kompromissvorschlag nicht durchsetzen. Demnach fiel Torontál als serbischer Teil des Banats zu Jugoslawien und Temes und Krassó-Szörény (Caras Severin) zu Rumänien. Die Grenzen innerhalb dieser damals noch nicht offiziell existierenden Wojwodina (Szerb Vajdaság és Temesi Bánság) wurden noch von den Ungarn selbst gezogen. Das Banat selbst war vorher bereits von den Ungarn in drei Komitate unterteilt: Torontál, Temes und Krassó-Szörény. 18.945 km² gingen an Rumänien, 9307 km² an das Königreich Jugoslawien, und 271 km² verblieben bei Ungarn.
Der Vertrag von Sèvres diente anschließend nur noch der abschließenden Bestätigung, wobei der territoriale Neuerwerb Rumäniens und Jugoslawiens durch die Türkei anerkannt wurde, dem letztlich auch die USA zustimmten (diese hatten vorher dem Trianon-Vertrag wegen Rumäniens nicht zugestimmt).
Mit der Belgrader Konvention vom 24. November 1923 erfolgte eine Grenzbereinigung durch den Austausch einiger Gemeinden. Modosch (serbisch: Jaša Tomić) und Parjan kamen zu Jugoslawien. Hatzfeld, (rumänisch: Jimbolia) mit einer 75-prozentigen deutschen Mehrheit ging an Rumänien, ebenso Großscham (Jamu Mare), Tschene (Cenei) und Neuburg (Uivar).

### Zweiter Weltkrieg

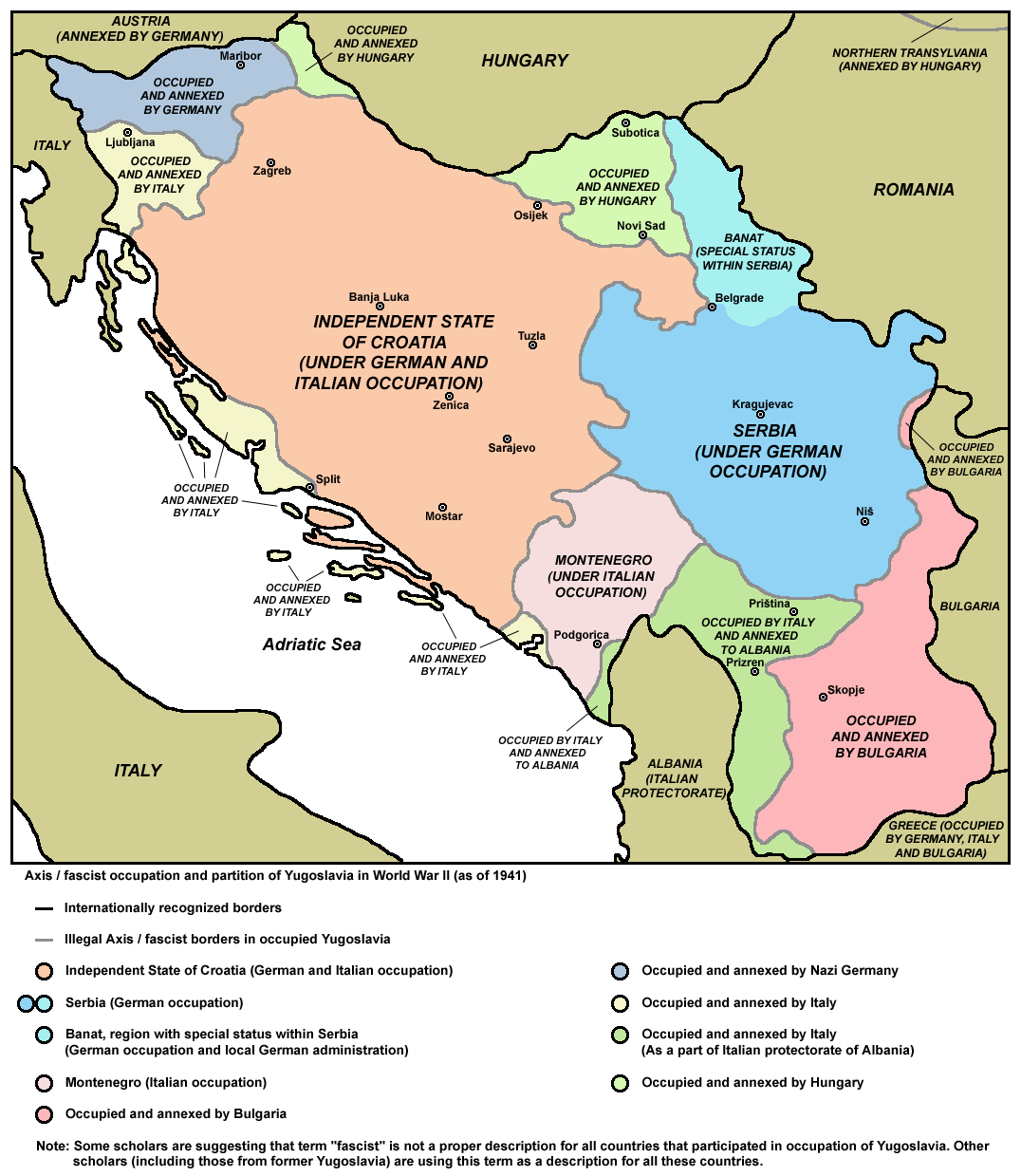
Situation nach der Zerschlagung Jugoslawiens

Das Banat sollte nach dem Balkanfeldzug 1941 in den Wünschen einiger „Volksdeutscher“ der Region als unabhängiges Territorium mit einer Anlehnung an das Deutsche Reich konstituiert werden. Nach der Zerschlagung Jugoslawiens unterstellte das Deutsche Reich den jugoslawischen Teil des Banats dem Deutschen Militärbefehlshaber für Serbien und errichtete eine ihm unterstehende Zivil-Verwaltung aus Banater „Volksdeutschen“.
Teilweise noch vor der Ankunft deutscher Truppen wurden kleinere Einheiten der jugoslawischen Armee, Gendarmerie- und Polizeiposten von halb-militärischen Einheiten aus den Reihen der Volksdeutschen entwaffnet. Der Einmarsch deutscher Truppen wurde von Plünderungen, willkürlichen Verhaftungen und der Erschießung und Vertreibung von Serben und Juden begleitet. Die Banater Juden Serbiens wurden im August 1941 in Konzentrationslager deportiert und das serbische Banat für judenfrei erklärt. Der „Judenbesitz“ wurde größtenteils an die deutsche und ungarische Minderheit im serbischen Teil des Banats verkauft. Bis Ende 1943 entfielen 80 Prozent der arisierten Vermögensobjekte auf Volks- oder Reichsdeutsche. Die Treuhandverwaltung setzte zur Weiterführung jüdischer Betriebe kommissarische Leiter aus den Reihen der Volksdeutschen ein.
Im rumänischen Teil des Banats gab der rumänische Staatsführer Marschall Ion Antonescu am 17. August 1942 seine Einwilligung zur Deportation von Juden aus Arad, Timișoara und Turda. 2833 Personen wurden darauf bis 1943 aus Timișoara verschleppt. Ursprünglich sollten die Juden ins Vernichtungslager Belzec verbracht werden, jedoch hob Antonescu am 11. Oktober 1942 den Befehl auf. Jüdisches Eigentum wurde hier vor allem an Rumänen verpachtet. Die „Entjudung“ vollzog sich hier unter dem Begriff Rumänisierung.

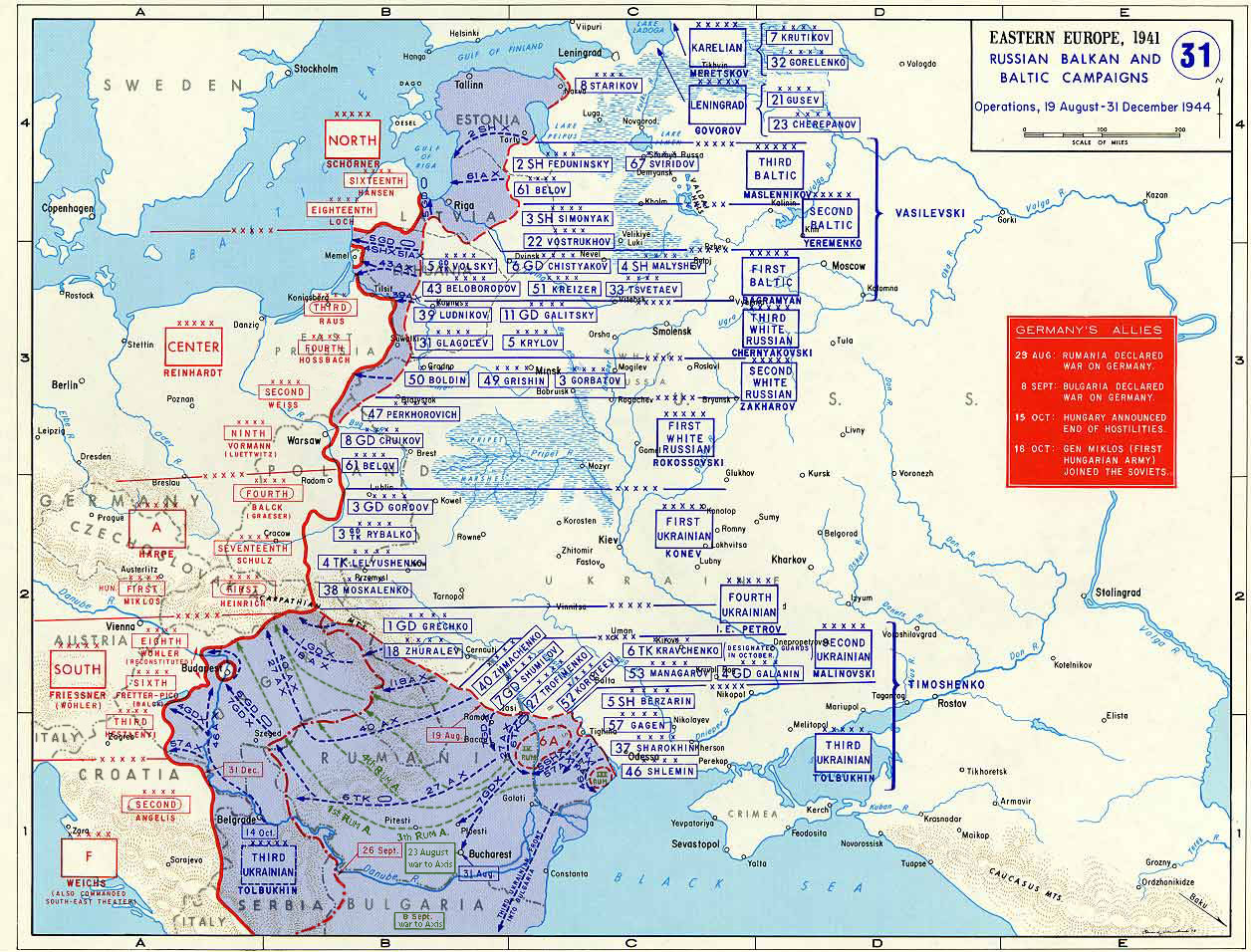
Vormarsch der Roten Armee zwischen dem 19. August und dem 31. Dezember 1944

Der Königliche Staatsstreich am 23. August 1944 traf die Führung der deutschen Volksgruppe unvorbereitet. Die örtlichen Funktionäre mahnten zur Ruhe und rieten von Flucht ab; man sprach von bevorstehendem deutschen Entsatz und vertröstete die deutsche Bevölkerung noch beim Abrücken der deutschen Garnisonen auf einen baldigen Gegenstoß. Die in Timișoara stationierten deutschen Truppen, die im Laufe des 25. August abzogen, nahmen in kleinerem Umfang deutsche Volkszugehörige, die sich oft völlig unvorbereitet und ohne Gepäck zur Flucht entschlossen hatten, auf ihren Fahrzeugen mit. Die danach aus dem serbischen Banat angreifende 4. SS-Polizei-Panzergrenadier-Division unter SS-Brigadeführer Fritz Schmedes stieß beiderseits Timișoaras bereits auf sowjetische Truppen und konnte die Stadt nicht mehr einnehmen.
Rumänien erklärte am 7. September 1944 Ungarn den Krieg. Am 12. September 1944 erfolgte eine deutsch-ungarische Gegenoffensive in Richtung Arad und Timișoara, die unter Mitwirkung der rumänischen Divizia 9 Cavalerie Română und dem Regimentul 13 Călărași zurückgeschlagen wurde. An diesem Tag rückte auch die Rote Armee in Timișoara ein.
Die deutsche Kampfgruppe Behrens arbeitete auf eine Evakuierung der deutschen Bevölkerung hin. Unmittelbar nach dem Eindringen der deutschen Truppen wurde in den banat-schwäbischen Gemeinden östlich Timișoaras zur Evakuierung aufgerufen, so dass sich erste Wagenkolonnen mit Flüchtlingen deutscher Volkszugehörigkeit am 15., 16. und 17. September in Marsch setzten. Einige Gemeinden um Timișoara flüchteten komplett in aus Pferdegespannen und Traktoren bestehenden Trecks durch das serbische Banat über Kikinda und Rudolfsgnad nach Ungarn. Es wird angenommen, dass die Zahl der evakuierten Banater Schwaben aus der Gegend um Timișoara höher war als die vom Hauptamt Volksdeutsche Mittelstelle damals genannten 12.500 Personen.

### Nachkriegszeit
Nach dem Ende der Besetzung durch die deutsche Wehrmacht im Zweiten Weltkrieg wurde die gesamte deutsche Volksgruppe in Kollektivschuld für die Gräueltaten an der serbischen Bevölkerung verantwortlich gemacht. So verschwand die deutsche Minderheit im serbischen Westbanat (358.604 Personen in der Vojvodina laut Volkszählung 1931, siehe Donauschwaben) unmittelbar nach dem Krieg durch Flucht, Verschleppung in russische Zwangsarbeit, Ermordung, Vertreibung und Abwanderung fast vollständig.
Auch im rumänischen Banat erfolgte eine vorübergehende Entrechtung und Totalenteignung der deutschen Minderheit sowie die zeitweilige Verschleppung von Rumäniendeutschen in die Sowjetunion. Zwischen 1951 und 1956 erfolgte die Deportation in die Bărăgan-Steppe, von der über 40.000 Banater betroffen waren, davon etwa ein Viertel mit deutscher Volkszugehörigkeit.
Im Gegensatz zum damals jugoslawischen (heute serbischen) Westbanat fand hier allerdings keine systematische Vertreibung statt. So konnten die Banater Schwaben in Rumänien ihre Identität und in geringstem Maße ihren Besitz auch nach der Enteignung in Rumänien 1945 wahren. Zudem kam es zur Verschleppung von Rumäniendeutschen in die Sowjetunion, wo sie Zwangsarbeit leisten mussten. Die großen Auswanderungswellen der 1980er und 1990er Jahre ließ die Zahl der Deutschen im Banat auf eine verschwindend kleine Minderheit zurückgehen. Allerdings weisen vor allem in der Umgebung von Timișoara noch Ortsnamen wie Altringen, Bethausen, Gottlob, Johannisfeld, Lenauheim, Liebling, Nitzkydorf, Gherman oder Freidorf auf die deutsch geprägte Vergangenheit der Region hin.
Die Rumänische Revolution, die zum Sturz des Ceausescu-Regimes und zur Demokratie führte, nahm 1989 in der Banater Großstadt Timișoara ihren Anfang.

## Bevölkerung
Die Bevölkerungsstruktur war in allen Teilen des Banats bis 1944 noch sehr gemischt. Im 18. Jahrhundert – nach dem Ende der Türkenkriege – wurden durch die österreichische Krone vorwiegend katholische, in der Mehrzahl deutsche Siedler zu den hier lebenden Serben, Rumänen und Ungarn angesiedelt. Diese Einwanderer, die später als Donauschwaben bezeichnet wurden, waren hauptsächlich Lothringer, Pfälzer, Schwaben, Bayern, Hessen und Elsässer. Es gab aber auch eine kleine Anzahl von Franzosen, Kroaten, Bulgaren (siehe auch: Banater Bulgarisch), Italienern und Spaniern, Slowaken, Russinen und Armeniern. In der Nähe des Eisernen Tores im südlichen Banat gibt es bis heute einige Banater Tschechen und einige nahezu rein kroatische Dörfer. Im Banat gab es viele Dörfer und Städte mit einer absoluten oder relativen deutschen Mehrheit. In Timișoara (deutsch Temeswar, Temeschburg) waren bis zum Zweiten Weltkrieg die Deutschen die zahlenmäßig stärkste ethnische Gruppe. Zu den dort gesprochenen Dialekten zählten Rheinfränkisch aus dem Odenwald, Moselfränkisch aus der Gegend von Trier, Nordbairisch, Mittelbairisch und Hochalemannisch.
Nach der letzten Volkszählung des Kaiserreiches im Jahre 1913 hatte das Temescher Banat 500.835 Einwohner. Die größte Volksgruppe stellten die Rumänen mit fast 170.000 Bewohnern, gefolgt von den Deutschen (166.000), den Ungarn (80.000) und den Serben (70.000).
Nach 1944 verdoppelte sich im Vergleich zu 1930 die Anzahl der Juden durch den Zuzug von Überlebenden aus den Lagern Transnistriens auf rund 14.000 Personen, die größtenteils in Timișoara und Lugoj lebten. Ein Drittel hiervon war mittellos und wurde nach 1944 vom Joint Distribution Committee unterstützt. Das Jüdische Demokratische Komitee bemühte sich um Umschulungen zu Tätigkeiten im produzierenden Gewerbe, jedoch wanderten viele Juden nicht zuletzt aufgrund der in den rumänischen Fabriken verlangten Samstagsarbeit aus Rumänien aus. Die jüdischen Gemeinden wurden politisch umorganisiert und standen seit 1949 vollkommen unter staatlicher Kontrolle.
Im serbischen Banat galt die Aussiedlung der nach dem Zweiten Weltkrieg entrechteten Serbiendeutschen bis Ende der 1960er Jahre als weitgehend abgeschlossen, Montenegriner sowie Serben aus Bosnien und Zentralserbien zogen nach. In den 1990er Jahren kamen noch serbische Flüchtlinge aus Kroatien, Bosnien-Herzegowina und Kosovo hinzu. Im rumänischen Banat sind an die Stelle der ausgewanderten Banater Schwaben zahlreiche Siedler aus anderen Teilen Rumäniens nachgerückt, vorwiegend Rumänen, aber auch sehr viele Szekler und Roma.
Das Zusammenleben der Bevölkerungsgruppen im Banat ist traditionell gut. Die ethnischen Konflikte der Vergangenheit sind mittlerweile abgeklungen. Für einen Einwohner des Banats ist es auch heute nicht ungewöhnlich, zwei oder drei Sprachen zu beherrschen. Viele Lehnwörter wurden zudem lokal unter den Sprachen ausgetauscht. So ist es im Bereich der Stadt Lugoj beispielsweise nicht unüblich, im täglichen Sprachgebrauch das Wort Bigleis für Bügeleisen zu verwenden.

## Ort auf dem Mond
Es gibt auch ein Banat auf dem Erdmond. Im Mare Imbrium, zwischen dem Krater Copernicus im Süden und dem kleinen Krater Pytheas im Norden liegen die Montes Carpatus mit einigen vorspringenden Bergspitzen. Der nördlichste Vorsprung heißt Banat Promontory (englisch für Banater Vorgebirge).